# Zemljopis Hrvatske
Zemljopisno Hrvatska obuhvaća prostor koji se proteže od prostrane Panonske nizine preko uskog područja Dinarskog gorja do obale Jadranskog mora, jedne od najrazvedenijih na svijetu. Unutrašnjost stoga ima odlike umjerene kontinentske klime, dok na jadranskoj obali prevladava sredozemna klima. Hrvatska se polovicom svoga teritorija nalazi u panonsko-peripanonskom prostoru, trećinom u primorskom ili jadranskom dijelu, dok ostatak čini gorski ili dinarski prostor. Obalu dužine 5.835 km sačinjava 1246 otoka, otočića, hridi i grebena, kao i brojne uvale, prevlake, zaljevi i poluotoci od kojih su najveći Istra i Pelješac.
Plodna Panonska nizina pruža bogatstvo i mogućnosti za razvoj poljoprivrede, dok jadranska obala omogućuje razvitak ribarstva, brodogradnje, a posebice turizma. Gorska Hrvatska nema tako brojne razvojne mogućnosti poput nizinske ili primorske Hrvatske, ali se uz tradicionalne djelatnosti vezane uz tu regiju, poput šumarstva i stočarstva, u zadnje se vrijeme razvija zimski i seoski turizam. Najviša planina Hrvatske koja dijelom čini prirodnu granicu s Bosnom i Hercegovinom jest Dinara s vrhom Sinjal (ili vrh Dinara) od 1831 m.
Hrvatska graniči s Bosnom i Hercegovinom, Mađarskom, Slovenijom, Srbijom,  Crnom Gorom i preko mora graniči s Italijom. Hrvatska je teritorijalno-upravno podijeljena na 21 županiju, uključujući Grad Zagreb sa statusom županije. Povijesnih regija, koje čine Hrvatsku, ima nekoliko, ali se značenjem ističu Slavonija, središnja Hrvatska, Istra i Dalmacija.

## Položaj
Hrvatska se nalazi na sjevernoj zemljinoj polutki između 42° 23′ i 46° 33′ sjeverne zemljopisne širine, te 13° 30′ i 19° 27′ istočne zemljopisne dužine. Hrvatska s površinom od 56.594 km² pripada donjem dijelu ljestvice srednje velikih država Europe, tj. u svijetu se nalazi na 124. mjestu. Udaljenost od Štrigove (krajnje sjeverne točke) do rta Oštro (krajnje južne točke na kopnu) iznosi 490 kilometara, a od Savudrije (krajnje zapadne točke) do Iloka (krajnje istočne točke) iznosi 464 kilometara. Krajnja južna točka Hrvatske je otok Galijula u Palagruškom arhipelagu.
Ukupna duljina kopnenih granica je 2028 km, a morske obalne crte 5835,3 km. Udaljenost od Savudrije do rta Oštro iznosi 527 km, pa stoga koeficijent razvedenosti hrvatskog dijela jadranske obale iznosi 11,1, što svrstava hrvatsku obalu među najrazvedenije na svijetu. Od 1246 jadranskih otoka, otočića, hridi i grebena njih 1185 nalazi se u Hrvatskoj. Od tolikog broja njih 718 su otoci od kojih je 66 naseljeno. Najveći otok je Cres s površinom od 405,8 km², nakon kojeg slijedi Krk s površinom od 405,78 km².
Više informacija: Krajnje zemljopisne točke Republike Hrvatske

## Politički zemljopis
Raspadom socijalističkih sustava u Europi, bivša Jugoslavija raspala se na nekoliko samostalnih država tijekom 1991. i 1992. godine. Hrvatska je proglasila neovisnost 25. lipnja 1991. istog dana kad i Slovenija, dok je međunarodno priznata 15. siječnja 1992. godine. Hrvatski Sabor je "Božićnim ustavom" iz 1990. godine ustrojio Republiku Hrvatsku u 21 teritorijalno-upravnu jedinicu nazvanu županija. Novim Zakonom o područjima županija, gradova i općina u RH (od 30. siječnja 1997.) status grada dobilo je 47 općina, 63 naselja status općine, a 13 općina postalo je naseljima. Tako danas Hrvatska ima 122 grada i 416 općina. Grad Zagreb, kojemu se ustroj uređuje Zakonom o Gradu Zagrebu, postao je posebna jedinstvena teritorijalna i upravna jedinica, odvojena od "zagrebačkog prstena" koji je postao zasebna Zagrebačka županija.
Županije:
| Broj na karti | Županija               | Sjedište       | Površina (km2) | Stanovništvo (Popis 2011.) |
| ------------- | ---------------------- | -------------- | -------------- | -------------------------- |
| 7             | Bjelovarsko-bilogorska | Bjelovar       | 2.652          | 119.743                    |
| 12            | Brodsko-posavska       | Slavonski Brod | 2.043          | 158.559                    |
| 19            | Dubrovačko-neretvanska | Dubrovnik      | 1.783          | 122.783                    |
| 18            | Istarska               | Pazin          | 2.820          | 208.440                    |
| 4             | Karlovačka             | Karlovac       | 3.622          | 128.749                    |
| 6             | Koprivničko-križevačka | Koprivnica     | 1.746          | 115.582                    |
| 2             | Krapinsko-zagorska     | Krapina        | 1.224          | 133.064                    |
| 9             | Ličko-senjska          | Gospić         | 5.350          | 51.022                     |
| 20            | Međimurska             | Čakovec        | 730            | 114.414                    |
| 14            | Osječko-baranjska      | Osijek         | 4.152          | 304.899                    |
| 11            | Požeško-slavonska      | Požega         | 1.845          | 78.031                     |
| 8             | Primorsko-goranska     | Rijeka         | 3.582          | 310.195                    |
| 3             | Sisačko-moslavačka     | Sisak          | 4.463          | 172.977                    |
| 17            | Splitsko-dalmatinska   | Split          | 4.534          | 455.242                    |
| 15            | Šibensko-kninska       | Šibenik        | 2.939          | 109.320                    |
| 5             | Varaždinska            | Varaždin       | 1.261          | 176.046                    |
| 10            | Virovitičko-podravska  | Virovitica     | 2.068          | 84.586                     |
| 16            | Vukovarsko-srijemska   | Vukovar        | 2.448          | 180.117                    |
| 13            | Zadarska               | Zadar          | 3.642          | 170.398                    |
| 1             | Zagrebačka             | Zagreb         | 3.078          | 317.642                    |
| 21            | Grad Zagreb            | Zagreb         | 641            | 792.875                    |

Od stjecanja neovisnosti i međunarodnog priznanja u granicama nekadašnje jugoslavenske republike, Hrvatskoj je preostalo dogovoriti neke manje granične sporove sa Slovenijom, Bosnom i Hercegovinom, Srbijom i Crnom Gorom.
Geopolitički i geostrateški položaj Hrvatske vrlo je složen, pogotovo nakon raspada bivše Jugoslavije i nestanka bipolarnog geopolitičkog sustava između kapitalističkog Zapada pod vodstvom SAD-a i komunističkog Istoka pod vodstvom bivšeg SSSR-a koji su u Europi bili podijeljeni "željeznom zavjesom". Od kraja 1990-ih Hrvatska prolazi kroz proces tranzicije i približava se novom monocentričnom svjetskom geopolitičkom sustavu. Ubrzano prestrukturiranje iz zatvorenog socijalističkog u otvoreno kapitalističko tržište zahtijeva integriranost Hrvatske u svjetskom tržištu.
Najbliže je središte svjetske gospodarske moći, kojem Hrvatska teži, Europska unija, koja sudjeluje s 29% u ukupnom svjetskom BDP-u. Hrvatska slijedi procese globalizacije i stvaranja globalnog sela. Hrvatska je članica brojnih međunarodnih organizacija poput Ujedinjenih naroda, Međunarodnog monetarnog fonda, Svjetske banke, Svjetske trgovinske organizacije itd. Politički prioritet Republike Hrvatske je ulazak u euroatlantske integracije. Hrvatska je već članica CEFTA-e. 2004. godine Hrvatska je službeno postala kandidat za ulazak u Europsku uniju, a od 2009. godine punopravni je član NATO saveza.

## Regionalizacija Hrvatske
Vidi još: Regije Hrvatske
Hrvatsku čine tri osnovne prirodne cjeline koje se međusobno nadopunjuju, tj. čine komplementarnost prostora:
- Nizinska ili panonska prirodna regija	(obuhvaća 55 % teritorija i 66 % stanovništva)
- Primorska ili jadranska prirodna regija	(obuhvaća 31 % teritorija i 31 % stanovništva)
- Gorska ili dinarska prirodna regija	(obuhvaća 14 % teritorija i 3 % stanovništva)

Nizinska ili panonsko-peripanonska regija čini Kontinentalnu Hrvatsku. Primorska i Gorska regija čine Jadransku Hrvatsku.
Također, različita prirodna, društveno - geografska i druga obilježja pojedinih njezinih dijelova, razlog su stare raščlambe Hrvatske na nekoliko manjih regionalnih cjelina:
- Središnja Hrvatska
- Istočna Hrvatska (Slavonija i Baranja)
- Sjeverno hrvatsko primorje (Istra i Kvarner s otocima)
- Gorska Hrvatska (Gorski Kotar i Lika)
- Južna Hrvatska (Dalmacija)

Novija raščlamba Hrvatske je na četiri europska statistička područja druge razine (NUTS-2, veličina između 0,8 i 3,0 milijuna stanovnika): Zagreb, Sjeverna Hrvatska (uključuje i Zagrebačku županiju), Istočna i središnja Hrvatska, Jadranska Hrvatska. Te izmjene u veličini i značenju pojedinih središta, ukazuju da se uz starija velika središta, Zagreb, Split, Rijeku i Osijek, danas u regionalnom razvoju ističu još Zadar, Varaždin i Slavonski Brod.
Makroregije gradova i pripadajuća gravitirajuća područja.
Zagrebačka makroregija - 19 403 km2 i 2 066 956 stanovnika
- Grad Zagreb i županije Zagrebačka, Karlovačka, Sisačko-moslavačka, Bjelovarsko-bilogorska, Krapinsko-zagorska, Varaždinska, Međimurska i Koprivničko-križevačka

Splitska makroregija - 12 951 km2 i 856 758 stanovnika
- Županije Splitsko-dalmatinska, Dubrovačka, Zadarska, Šibensko-kninska i Ličko-senjska

Osječka makroregija - 12 486 km2 i 805 998 stanovnika
- Županije Osječko-baranjska, Vukovarsko-srijemska, Virovitičko-podravska, Brodsko-posavska, Požeško-slavonska

Riječka makroregija - 11 754 km2 i 555 177 stanovnika
- Županije Primorsko-goranska i Istarska

## Reljef

### Geologija i geomorfologija
Građa i sastav reljefa Hrvatske određeni su dugom geološkom prošlošću. Od najranijeg prekambrija do sadašnjeg kenozoika (tj. holocena) na reljef Hrvatske utjecale su endogene sile i egzogeni procesi u prostoru trokuta Azija - Europa - Afrika.
U reljefu Hrvatske zastupljene su sve tri osnovne skupine stijena: taložne ili sedimentne stijene (čine 95% reljefa Hrvatske), preobrazne ili metamorfne stijene (čine 2-4% reljefa Hrvatske) i magmatske stijene (čine oko 1% reljefa Hrvatske).
Od sedimentnih stijena najzastupljenije su klastične (pješčenjaci, konglomerati, lapori, breče) i organogene stijene (vapnenci i dolomiti). Od metamorfnih stijena najčešći su mramori, škriljavci, gnajsovi, dok su to kod magmatskih andenziti i graniti.
Prema rasprostranjenosti i starosti stijena, najstarije stijene nalaze se u jezgrama "otočnih" planina Papuka, Psunja i Moslavačke gore. Iz mezozoika prevladavaju karbonatne stijene (dolomiti i vapnenci) u kršu i to najviše na Banovini, Kordunu, Gorskom kotaru, Velebitu, Lici i Dalmaciji. Najmlađe stijene su kenozojske starosti (klastični sedimenti) na području panonskog i peripanonskog prostora.
Od krških fenomena značajne su špilje i jame. U Hrvatskoj je do sada istraženo 49 jama dubljih od 250 m, od kojih je 14 dublje od 500 m, a tri su dublje od 1000 m (Jamski sustav Lukina jama-Trojama, Slovačka jama i Jamski sustav Velebita). Najdublje hrvatske jame nalaze se većinom na planinama Velebit i Biokovo.

### Planine
Gorska Hrvatska je relativno visoka krška regija građena pretežno od vapnenaca i izrazito odvojena od mediteranskog i peripanonskog područja. Najviša je na rubovima (Risnjak, Velebit, Plješevica, Mala i Velika Kapela), dok u većem dijelu unutrašnjosti, posebno u Lici, prevladavaju niže zavale u Poljima u kršu međusobno odvojenim sredogorjem.
Veliki planinski lanci Hrvatske izdigli su se pod utjecajem konvergencije (podvlačenja) afričke litosferne ploče pod euroazijsku litosfernu ploču. Tercijarnom ili alpskom orogenezom izdignuti su Dinaridi, najznačajniji planinski lanac u Hrvatskoj. Prostori iznad 1500 metara čine tek 0,11 posto ukupnog hrvatskog teritorija. Među dinarskim planinama nalaze se:
1. Dinara (Sinjal 1831 m)
2. Kamešnica	(Kamešnica 1810 m)
3. Dinara (Lišanjski vrh 1794 m)
4. Biokovo (Sv. Jure 1762 m)
5. Velebit (Vaganski vrh 1758 m)
6. Plješivica (Ozeblin 1657 m)
7. Bjelolasica u masivu Velike Kapele (Kula 1533 m)
8. Risnjak (Veliki Risnjak 1528 m)
9. Svilaja (Bat 1508 m)
10. Snježnik (Snježnik 1505 m)
11. Viševica (Viševica 1428 m)
12. Učka (Vojak 1396 m)

### Nizine
Hrvatska je uglavnom nizinski prostor (do 200 m nalazi se 54% ukupnog teritorija). Najveći dio niske Hrvatske nalazi se u ravničarskom panonskom i brežuljkastom peripanonskom prostoru. Ostatak niske Hrvatske čine krške zaravni i flišne doline u Istri, Ravnim kotarima i na nekim otocima.

## Jadransko more i obala
Obala Jadranskog mora nastala je transgresijom (izdizanjem) morske razine za gotovo 100 metara. Tako su sinklinale (udubljenja) postale morski kanali, a antiklinale (uzvišenja) otoci. Jedinstvenost oblika tako nastale obalne crte u kojom su otočne reljefne strukture paralelne s obalom, naziva se stručnom terminologijom, dalmatinski tip obale.
Hrvatska je poznata po svojoj pomorskoj tradiciji koju duguje Jadranskom moru. Od svog dolaska na ova područja Hrvati su odmah iskoristili prednosti koje je pružalo more. Hrvatska je međuostalom poznata po svojem plavom moru, turizmu, brodogradnji, ribarstvu i pomorstvu.
Površina Jadranskog mora iznosi 138.595 km², a od toga 31.067 km² čini obalno more pod upravom Hrvatske. Proglašavanjem Zaštičenog ekološkog-ribolovnog pojasa, čije se odredbe trenutačno ne odnose na zemlje EU Hrvatska je ostvarila upravu i nad još 23.870 km² morske površine. Dužina Jadranskog mora iznosi 783 km, a prosječna širina 170 km.
Jadransko more se pruža paralelno sa smjerom Dinarida, tj. u smjeru sjeverozapad-sjeveroistok. Jadransko more zapravo je veliki zaljev mnogo većeg Sredozemnog mora. Dvije trećine Jadranskog mora nije dublje od 200 metara, te predstavlja područje plićaka ili šelfa. Prosječna dubina mu je 252 metra, a najveća dubina od 1233 m izmjerena je u južnojadranskoj zavali. Jadransko more dijeli se u četiri podmorske cjeline:
- Sjeverozapadni plićak	(dubine do 50 metara)
- Jabučka morska udolina	(do 243 m)
- Palagruški poprečni prag	(do 130 m)
- Duboka južnojadranska zavala	(najveća dubina 1233 m)

Temperatura jadranskog mora kreće se od 22 i 25 °C ljeti i 5 do 15 °C zimi. Prozirnost je daleko veća nego kod drugih mora, te iznosi i do 56 metara. Morske mijene su pojačane zbog plimnog vala iz Sredozemnog mora kojem treba 12 sati da obiđe cijeli Jadran. Morske struje su slabog intenziteta i kreću se uz grčku, albansku, crnogorsku, hrvatsku obalu, a vraćaju se uz talijansku. Na svom ulasku u Jadran morske su struje duž hrvatske obale tople, dok su uz talijansku hladne. Slanoća ili salinitet Jadranskog mora iznosi 38‰ što je više od svjetskog prosjeka. Jadran je bogat brojnim kemijskim sastojcima od kojih su neki korisni (silikati, nitrati, fosfati, magnezij, kalij), a neki ekološki štetni (deterdženti, amonijak, ulja, masnoće). Za život u moru ipak je najvažnija koncentracija kisika koja je veća od prosjeka.
Jadransko more obiluje biljnim i životinjskim svijetom. Brojne vrste riba, sisavaca, mekušaca, planktona, algi, rakova, spužvi i brojnih drugih vrsta. Zbog svega toga Jadransko more pruža mogućnosti za razvoj turizma i ribarstva.

## Otoci
Hrvatska s pravom nosi naziv "zemlja tisuću otoka". Od 1233 jadranskih otoka, otočića, hridi i grebena u hrvatskom dijelu jadranske obale nalazi se njih 1185. Od tih 1185 otoka, otočića, hridi i grebena njih 718 su otoci od kojih je 66 nastanjeno. Najveći otoci su:
1. Cres	(405,78 km²)
2. Krk	(405,2 km²)
3. Brač	(394,57 km²)
4. Hvar	(299,66 km²)
5. Pag	(284,56 km²)
6. Korčula	(276,03 km²)
7. Dugi otok	(114,44 km²)
8. Mljet	(100,41 km²)
9. Vis	(90,84 km²)
10. Rab	(90,26 km²)

Otok s najvišom nadmorskom visinom je Brač s Vidovom gorom visokom 780 m, a nakon njega slijede Cres (639 m) i Hvar (628 m). Najdužu obalu imaju Pag (269,2 km), Hvar (254,2 km) i Cres (247,7 km).

## Rijeke i jezera
Rijeke u Hrvatskoj pripadaju dvama slijevovima: crnomorskom i jadranskom. Oko 62% rijeka Hrvatske pripada crnomorskom, dok ostatak od 38% pripada jadranskom slijevu. Granicu između ta dva slijeva čini razvodnica ili vododjelnica koja ide vrhovima dinarskih planina. Deset najdužih rijeka u Hrvatskoj su:
1. Dunav (ukupno 2857 km; u Hrvatskoj 188 km)
2. Sava (ukupno 945 km; u Hrvatskoj 562 km)
3. Drava (ukupno 707 km; u Hrvatskoj 505 km)
4. Mura (ukupno 438 km; u Hrvatskoj 53 km)
5. Kupa (ukupno 296 km; u Hrvatskoj 296 km)
6. Neretva (ukupno 225 km; u Hrvatskoj 20 km)
7. Una (ukupno 212 km; u Hrvatskoj 120 km)
8. Bosut (ukupno 186 km; u Hrvatskoj 151 km)
9. Korana (ukupno 134 km; u Hrvatskoj 134 km)
10. Bednja (ukupno 133 km; u Hrvatskoj 133 km)

Dunav je druga po dužini europska rijeka koja izvire u Schwarzwaldu (Crnoj šumi) u Njemačkoj, a utječe u Crno more. Osim Hrvatske Dunav povezuje još 9 država i čini jedan od glavnih riječnih plovnih putova u Europi. Glavna hrvatska riječna luka na Dunavu je Vukovar, koja nakon prekida rada u razdoblju Domovinskog rata ponovno povećava obujam prometa.
Sava je, prema ukupnoj dužini vodotoka u RH, najznačajnija i najdulja hrvatska rijeka. Karakterizira je kišni ili pluvijalni riječni režim, a zbog velike protočnosti od skoro 2.000 m³/s pogodna je za plovidbu od Sisaka nizvodno. Za poboljšanje hrvatskog riječnog plovnog puta trebao bi se izgraditi već isplanirani plovni kanal Sava-Dunav između Šamca i Vukovara.
Drava od svog izvorišta u talijanskim Dolomitima povezuje Austriju, Sloveniju, Hrvatsku i Mađarsku. Ima snježno-kišni ili nivalno-pluvijalni riječni režim. Zbog bogatstva vodom koristi se za opskrbu elektroenergetskog sustava energijom iz nekoliko hidroelektrana. Plovna je od Donjeg Miholjca, a glavna luka je Osijek. Drava je na svom utoku u Dunav stvorila prirodni rezervat Kopački rit koji je stanište brojnih vrsta ptica.
Najvažnije rijeke jadranskog slijeva jesu Neretva i Cetina. Neretva je poznata po svojoj plodnoj delti koja je poljoprivredno valorizirana pa u njoj uspijeva južno voće, dok je Cetina poznata po brojnim hidroelektranama od kojih je najpoznatija HE Peruča s umjetno stvorenim Peručkim jezerom. Ostale rijeke su u Istri (Dragonja, Mirna, Raša i Boljunčica) i Dalmaciji (Zrmanja, Krka, Čikola, Jadro).
Poseban su fenomen rijeke ponornice (Pazinčica, Lika, Gacka, Krbava) koje u ponorima poniru u krško podzemlje.
U Hrvatskoj nema veliki broj prirodnih jezera. No napravljena su brojna umjetna jezera radi ribarstva (ribnjaci) ili iskorištavanje hidroenergije. Najpoznatiji ribnjaci su Jasinje ili Jelas kod Broda (20 km²), Siščani kod Čazme (18 km²), Končanica kod Grubišnog Polja (oko 14 km²) i Borovik u blizini Đakova. Najveće umjetno jezero je akumulacija Peruća (oko 13 km²). Ostala poznatija umjetna jezera su Butoniga u Istri, Lokvarsko i Fužinsko jezero u Gorskom kotaru, Krušćičko u Lici, Dubravsko jezero na Dravi. Najveće prirodno jezero je Vransko jezero kod Biograda (30,7 km²). Važno prirodno jezero na Cresu je Vransko jezero površine 6 km². Ostala značajnija prirodna jezera su Prokljansko jezero, Visovačko jezero, Veliko i Malo jezero na Mljetu, Baćinska jezera kod Ploča, Crveno i Modro jezero kod Imotskoga. Naljepša i najpoznatija jezera su Plitvička jezera, koja su najstariji nacionalni park u Hrvatskoj, a uvrštena su u svjetsku prirodnu baštinu UNESCO-a.

## Klima
Hrvatska se nalazi u umjerenom klimatskom pojasu sjeverne polutke Zemlje. Zbog takvog položaja klimatske su prilike povoljne i umjerene bez ikakvih temperaturnih ekstrema. Pravilna je izmjena svih četiriju godišnjih doba, a glavni čimbenici koji utječu na klimu Hrvatske jesu Atlantski ocean, zapadni vjetrovi, zračne mase, ciklone i anticiklone.
Izdvajamo 3 osnovne klimatsko-vegetacijske zone. To su: 1. Mediteranska klimatsko-vegetacijska i ekološka zona, 2. Panonska i peripanonska klimatsko-vegetacijska i ekološka zona, 3. Gorska klimatsko-vegetacijska i ekološka zona.
U jesen i zimi stvaraju se islandske i genovske ciklone koje donose vlažno i nestabilno vrijeme, dok u ljeti azorska i sibirska anticiklona uzrokuju stabilno vrijeme.
Važan utjecaj imaju i regionalni i lokalni orografski modifikatori, tj. položaji planinskih lanaca. Alpe i Dinaridi sprječavaju daljnji prodor zračnih struja s juga prema unutrašnjosti. Stoga dijelovi uz samo podnožje planinskih lanaca primaju najveću količinu padalina.
Prosječno trajanje insolacije u Hrvatskoj povećava se od zapada k istoku i od sjevera prema jugu. Najmanju insolaciju imaju najviši vrhovi planina i sjeveroistok Hrvatske dok najveću insolaciju imaju dalmatinski otoci (Hvar 2674 sati) i južna Hrvatska.
Prosječni iznosi i godišnji hod temperatura zraka razlikuju se u Hrvatskoj od regije do regije. Umjerenost klime rezultat je ne tako hladnih zima i ne previše vrućih ljeta. Najhladniji mjesec je siječanj s prosječnim temperaturama od -2 u gorskoj do 5 °C u primorskoj Hrvatskoj. Najtopliji mjesec je srpanj s prosječnim temperaturama od 15 u gorskoj do 24 °C u primorskoj Hrvatskoj.
Temperature i padaline ovise o utjecaju maritimnosti, odnosno kontinentalnosti. Temperature se povećavaju od zapada prema istoku i od sjeverozapada prema sjeveroistoku. Dok se padaline povećavaju obrnuto s temperaturom. Najviše padalina primaju planinski lanci, a najmanje unutrašnjost Hrvatske.

## Tlo i vegetacija
U Hrvatskoj postoje prirodna i antropogena tla. U primorskoj Hrvatskoj važna su crvena (crvenice) i smeđa tla, a ponegdje se mogu pronaći i skeletna tla. U gorskoj Hrvatskoj prevladavaju lesivirana ili isprana tla, dok se pojavljuje i reliktna crvenica i planinska crnica. U nizinskoj Hrvatskoj postoje razni tipovi tala. Uglavnom su to crnice, a ponegdje černozemi. Uz vlažna područja nalaze se močvarne crnice, odnosno močvarna ilovasta tla. Na gorama nizinske Hrvatske nalaze se isprane crnice, a pod utjecajem čovjeka nastaju tzv. antropogena tla.
Hrvatska je jedna od rijetkih zemalja s bogatim i raznovrsnim šumskim fondom koji prekriva 37% ukupnog teritorija. Najviši postotak šuma na jedinici površine ima gorska Hrvatska. Prema osnovnim vegetacijskim vrstama najveći dio hrvatskih šuma čine bjelogorične šume ili listače (oko 80% svih šuma), manji dio čine četinjače (oko 13% svih šuma), dok najmanji dio čine mješovite šume (oko 7% svih šuma). U primorskoj Hrvatskoj karakterističan je degradirani šumski pokrov, pa je najvećio dio površina pod makijom, garigom, šikarama i kamenjarom.

## Demografija
Kroz povijest broj stanovnika Hrvatske je varirao. Prvim popisom stanovništva Hrvatske iz 1857. godine utvrđeno je 2,181.499 stanovnika. Od tada je broj stanovnika rastao do danas, uz iznimke poratnih godina (Prvi i Drugi svjetski rat, Domovinski rat) kada je popisom utvrđen pad broja stanovništva. Posljednjim popisom stanovništva iz 2001. utvrđeno je 4,437.460 stanovnika koji žive u Hrvatskoj. Prosječna gustoća naseljenosti u Hrvatskoj iznosi 78,4 st./km².
Prostor Hrvatske nije ravnomjerno naseljen. Zbog procesa deruralizacije ta se razlika sve više povećava. Osim demografske diferencijacije u odnosu selo-gradu, uočljive su i razlike među regijama Hrvatske. Najgušće je naseljena središnja Hrvatska (115 st./km²), a najmanje gorska Hrvatska (13 st./km²).
Demografska se struktura nakon Domovinskog rata pogoršava sve jače i jače. Prirodni priraštaj je doživio velik poremećaj. Znatno je veća stopa smrtnosti ili mortaliteta u odnosu na stopu rodnosti ili nataliteta.
Hrvatska je proživjela demografsku tranziciju poput većine razvijenih zemalja. Ona se odvijala brzo, pogotovo njena druga etapa, pa Hrvatska nije uspjela napraviti veću eksploziju stanovništva tijekom svoje povijesti.
Ostali trendovi koji potiču pad broja stanovništva jesu i smanjenje broja sklopljenih brakova, kao i smanjenje fertilnog kontingenta (broj žena u starosnoj skupini od 15 do 44 godine).
Najbolji pokazatelj budućnosti stanovništva je dobno-spolna struktura (tzv. "piramida"). Ona je u Hrvatskoj gotovo obrnuta naglavačke, što pokazuje starenje i odumiranje stanovništva. Najbolji tip je piramida sa širokom bazom (najveći postotak čine mlado stanovništvo) i uskim vrhom (mali postotak starog stanovništva). Sve nepovoljniji trendovi procesa senilizacije stanovništva vode k smanjenju radnog kontingenta što ne uzrokuje samo demografske, već i ekonomske probleme.
U ekonomiji Hrvatske važan je udio aktivnog, uzdržavanog i umirovljenog stanovništva. Aktivno stanovništvo sudjeluje s 42 posto, uzdržavano s 35 posto, a umirovljeno stanovništvo s 23 posto u ukupnom stanovništvu. Hod zaposlenosti u Hrvatskoj ima silaznu putanju. Prema osnovnim sektorima djelatnosti, najveći udio od 33,7 posto ima sekundarni sektor, oko 30 posto čini tercijarni, kvartarni zauzima oko 25 posto, dok najmanji udio ima Primarni sektor sa samo 11 posto.
Za gospodarski razvitak posebno je značajna razina školovanosti stanovništva koja je u Hrvatskoj relativno nepovoljna. Oko 40% stanovništa ima završenu samo osnovnu školu (od njih polovica nema potpuno osnovnoškolsko obrazovanje), 47% ima završenu srednju školu (uključujući gimnazije), dok više i visoko školovanje ima samo 12% ukupnog stanovništva.
Nacionalna i religijska struktura u Hrvatskoj je raznolika zbog brojnih povijesnih tokova i migracija. Hrvatska sve više postaje multinacionalno društvo, poput mnogih zemalja u Europi i svijetu. Uz taj proces odvija se i povećanje homogenosti većinskog naroda. U ukupnom stanovništvu Hrvati čine 89,6 posto, dok su iza njih Srbi s 4,5%. Ostalih (Talijani, Mađari, Slovenci...) ima 3,1 posto u ukupnom stanovništvu.
Prema religijskom sastavu najviše je rimokatolika (87,8%), pravoslavaca (4,4%) i muslimana (1,3%). Agnostici, ateisti i ostali zastupljeni su sa 6,5 posto. Jezična struktura uglavnom prati nacionalnu strukturu, pa je stoga hrvatski književni jezik kao službeni najzastupljeniji. Pripadnici nacionalnih manjina po zakonu imaju pravo na svoj materinski jezik, pa je tako u Istri dozvoljen talijanski jezik za uporabu pripadnicima talijanske manjine. Hrvatski jezik čine tri narječja (štokavsko, kajkavsko, čakavsko) koji su prostorno diferencirani.

## Naselja
U Hrvatskoj je izražena monocentrična orijentacija naselja s glavnim središtem Zagrebom. Zagreb je prema širini gravitacijskog područja i jedno od makroregionalnih središta. Ostala makroregionalna središta su prema veličini iza Zagreba, a to su Split, Rijeka i Osijek. U Hrvatskoj, dakle, postoje četiri osnovne urbane makroregije (nodalno-funkcionalne regije). Oko 35 posto ukupnog teritorija i oko 47 posto ukupnog stanovništva zauzima zagrebačka ili središnja makroregija. Tu je koncentrirano 62 posto ukupnog kapitala, a Zagreb je gospodarsko, kulturno, društveno, obrazovno, znanstveno središte Hrvatske. Ostala regionalna središta zagrebačke makroregije su Karlovac, Varaždin, Koprivnica, Sisak i Bjelovar, a važniji gradovi su još Čakovec, Križevci, Krapina, Petrinja i Kutina. Splitska ili južna makroregija obuhvaća prostor Dalmacije, a zauzima 26 posto teritorija i 21 posto stanovništva. Makroregionalno središte je Split, a regionalna središta su Zadar, Šibenik i Dubrovnik. Riječka ili zapadna makroregija sa središtem u Rijeci obuhvaća 18 posto ukupnog teritorija i 13 posto ukupnog stanovništva. Uz Rijeku se ističe regionalno središte Pula. Ova makroregija jedna je od najvitalnijih hrvatskih regija. Osječka ili istočna makroregija obuhvaća Slavoniju, odnosno zauzima 21 posto ukupnog teritorija i 20 posto stanovništva. Osim Osijeka kao makroregionalnog središta, ostala regionalna središta su Slavonski Brod, Požega, Vinkovci i Vukovar.
Ukupno je u Hrvatskoj 423 općina i 123 grada koji su grupirani u 20 županija i Grad Zagreb.

## Gospodarstvo
Hrvatska je kroz povijest cijelo vrijeme bila rubni dio srednjoeuropskih država. Stoga se razvijala brže od istočnoeuropskih zemalja, ali zbog svoje rubnosti nije nikad uspjela iskoristiti vlastite kapacitete. Razvoj gospodarstva Hrvatske kroz povijest možemo podijeliti u pet razdoblja: razdoblje početne transformacije obrta (cehova) do 1870-ih, manufakturno-industrijska (željeznička) razvojna etapa do Prvog svjetskog rata, međuratno razdoblje od 1918. do 1945., razdoblje realsocijalističkog razvoja od 1945. do 1990. i razdoblje prestrukturiranja ili tranzicije od 1991. do danas. Hrvatsko gospodarstvo trenutno je obilježeno snažnim procesima deindustrijalizacije, deagrarizacije, deruralizacije i urbanizacije. Jedan od najvećih problema koji se dogodio nakon prelaska na kapitalistički model je velik broj nezaposlenosti, koji se polagano smanjuje.
Struktura proizvodnje i potrošnje energije u Hrvatskoj je uglavnom raznolika, pa je najviše zastupljena nafta i zemni plin, a manje hidroenergija, ugljen, drvo i nuklearna energija. Ležišta nafte i i zemnog plina brojna su u Podravini, Slavoniji i Moslavini. Plin je otkriven i u podmorju sjevernog Jadrana, gdje su postavljene platforme za iskorištavanje tog potencijala. Za Hrvatsku je važna i nuklearna elektrana NE Krško (NEK) u kojoj Hrvatska posjeduje jednak udio kao i Slovenija.
Hrvatska nije bogata rudama, ali su važnija ležišta nemetala (šljunak, pijesak, cementni lapor, kaolin, vatrostalna glina). Na obali su za proizvodnju morske soli važne solane u Pagu, Ninu i Stonu. U kamenolomima se vade granit, pješčenjak, vapnenac (brački kamen). Najvažnija je sirovina u Hrvatskoj, osim kamena, drvo kojeg ima u golemim i prostranim šumama koje zauzimaju 37 posto ukupnog teritorija. Najvažnije šume nalaze se u Gorskom kotaru i Slavoniji.
Važne ekonomske grane u Hrvatskoj su poljoprivreda i turizam. Više od 90 posto turizma odvija se u primorskoj Hrvatskoj, a razvile su se i pojedinačne grane: primorski, planinski, kulturni, tranzitni, vjerski, nautički, nudistički, skijaški i seoski (ruralni) turizam, te turizmi toplica i gradova. Turizam donekle pokriva velik trgovački deficit ostvaren u međunarodnoj robnoj razmjeni. Najrazvijenija i najznačajnija hrvatska turistička regija je Istra.

## Međunarodni sporazumi
Hrvatska je članica nekoliko međunarodnih sporazuma koji se odnose na zaštitu okoliša i klime, a najvažniji od njih su:
| Ugovori i sporazumi           | Ugovori i sporazumi |
| ----------------------------- | --- |
| Specifične regije i more      | Pomorsko pravo, brodsko zagađivanje (MARPOL 73/78) |
| Atmosfera i klima             | onečišćenje zraka, onečišćenje zraka-sumpor 94, onečišćenje zraka-dugotrajni organski zagađivači (potpisan, ali nije ratificiran), klimatske promjene, Protokol iz Kyota (potpisan, ali nije ratificiran), zaštita ozonskog omotača, zabrana nuklearnog testiranja |
| Bioraznolikost, okoliš i šume | dezertifikacija, ugrožene vrste, močvare |
| Otpad                         | opasni otpad |

## Više informacija
- Krajnje zemljopisne točke Republike Hrvatske
- Geologija Hrvatske
- Klima Hrvatske
- Hrvatski nacionalni parkovi i parkovi prirode
- Jugoistočna Europa
- Srednja Europa
- Sredozemlje

## Vanjske poveznice
- Hrvatska: zemlja i ljudi - Zemljopis i stanovništvo Leksikografski zavod Miroslav Krleža, Zagreb, 2020.